# ژاله سید هادی‌زاده
ژاله سید هادی‌زاده (به انگلیسی: Jaleh Seyed Hadizadeh؛ ۱۸ آبان ۱۳۲۱ – ۱۷ بهمن ۱۴٠۳) مربی و بازیکن والیبال ایرانی بود.

## زندگی شخصی

تیم ملی والیبال، دقایقی پیش از دریافت نخستین مدال تاریخ والیبال بانوان ایران. دوشنبه ۲۸ آذر ماه ۱۳۴۵ در تالار سرپوشیده بانکوک. بانوان به ترتیب از راست: لیلی امامی، عذرا ملک، ژاله سید هادی‌زاده، پری فردی، مینا فتحی، روحی پندنواز، نسرین شکوفی، مهری خرازی و ماری تت (کاپیتان)

ژاله سید هادی‌زاده در ۱۸ آبان ۱۳۲۱ در تهران به دنیا آمد. از همان کودکی به ورزش علاقه‌مند بود و خانواده، به‌ویژه پدرش، او را در این مسیر تشویق کردند. وی تحصیلات خود را در مدرسه انوشیروان دادگر گذراند و ابتدا در رشته‌های پرش ارتفاع و پرتاب دیسک فعالیت می‌کرد. علاقه او به والیبال نیز از دوران مدرسه آغاز شد. در تیم والیبال مدرسه به عنوان پاسور بازی می‌کرد و با تشویق مربی خود، خانم پارینه، به ادامه این رشته علاقه‌مند شد. در یکی از مسابقات مدارس، آقای جانان‌پور از تیم تاج او را دید و به این باشگاه دعوت کرد.
این بانوی پیشکسوت که برای دیدار با خانواده و فرزندان خود به کشور آلمان سفر کرده بود، در ۱۷ بهمن ۱۴۰۳ و در سن ۸۲ سالگی در همان کشور بر اثر بیماری درگذشت.

## زندگی ورزشی
ژاله سید هادی‌زاده در تیم باشگاه والیبال تاج تهران با بازیکنانی چون مینا فتحی، پری فردی، لیلا امامی، اشرف وحیدیان و فریده فرزام هم تیمی بود و با این تیم به افتخارات بسیاری دست یافت. در سنین نوجوانی، به تیم ملی والیبال ایران دعوت شد و تحت نظر استاد حسین جبارزادگان، برای مسابقات انتخابی المپیک ۱۹۶۴ توکیو در دهلی نو آماده شد.
وی بازیکن تیم ملی والیبال بود و به همراه این تیم در اولین تورنمنت رسمی تیم ملی ایران در مسابقات انتخابی المپیک ۱۹۶۴ توکیو در دهلی نو شرکت کرد. در ششمین دوره بازی‌های آسیایی در بانکوک به همراه تیم ملی والیبال زنان ایران حضور پیدا کرد و مفتخر به کسب مقام سوم و مدال برنز گشت.

## خاطرات ورزشی
ژاله سید هادی‌زاده همواره از حمایت‌های پدرش در تمامی مسابقات یاد می‌کند و خاطره‌ای فراموش‌نشدنی از استقبال باشکوه پس از بازگشت از بازی‌های آسیایی دارد. وی در آن زمان اولین نفر از هواپیما خارج شد و عکس او در لحظه بازگشت به کشور، پشت اطلاعات هفتگی منتشر گردید.
احساس او هنگام دریافت مدال برنز بازی‌های آسیایی ۱۹۶۶ توکیو به شدت شوق‌آور و عاطفی بود و از اینکه پرچم ایران به اهتزاز درآمد، اشک شوق از چشمان تمامی اعضای تیم جاری شد. ژاله همیشه این لحظات را گرامی می‌دارد و امیدوار است که روزهای آن دوران دوباره تکرار شوند.

## کارنامه ورزشی
در سطح ملی
- مقام سوم در بازی‌های آسیایی بانکوک ۱۹۶۶[۷]

در سطح باشگاهی
- - قهرمان تورنمنت جام کوروش کبیر: ۱۳۵۰ (تاج)